# Лемко-Русинська Республіка
Лемко-Русинська Республіка, Руська Народна Республіка Лемків, Західно-Лемківська Республіка, Лемко-Руска людова Република або Флоринська Республіка, Флоринска Република — державне утворення на території Лемківщини, яке існувало у 1918 — 1920 роках. Республіка була проголошена у Флоринці (нині Новосондецький повіт Польщі) 5 грудня 1918, після ліквідації Австро-Угорщини.

## Історія
На початку листопада 1918 року в західній Лемківщини відбулися народні віча. В Криниці створено було «Руську Раду» для Новосанчівського повіту, в Ґладишеві — для Горлицького. Ці ради об'єдналися у «Верховний Лемківський Союз» у Горлицях. Політично вони дотримувалися русофільської орієнтації.
До «Верховного Лемківського Союзу» не приєдналася Сяніччина із Східно-Лемківською Республікою. Усім визвольним рухом у західній Лемківщині керувала «Грибівська Руська Рада», готуючи ґрунт для створення «Руського уряду» у Фльоринці.
5 грудня 1918 року на селянському вічі у Флоринці Грибівського повіту (нині Новосондецький повіт Польщі), в якому взяли участь лише діячі москвофільського руху та їхні прихильники, було проголошено створення Західно-Лемківської республіки. Делегати ухвалили, що єдиним розумним і корисним для русинського народу західних Карпат є об'єднання просторів від Сяноку до Попраду в єдиній Руській республіці. Після дискусій більшістю голосів ухвалено приєднання «республіки» до Росії та виступили проти об'єднання з Західноукраїнською Народною Республікою.
Віче ухвалило створити тимчасовий уряд в складі: Ярослав Качмарчик (адвокат, президент республіки, діяч русофільської орієнтації), Дмитро Хиляк (священник, міністр внутрішніх справ), Микола Громосяк (міністр сільського господарства). На урядових паперах ставилася округла печатка і штамп з написом «Руська народна Республіка».
Оскільки об'єднання з Росією не було можливе, вона намагається приєднатися до Підкарпатської Русі на південних схилах Карпат як автономна провінція Чехословаччини.
Поки діяльність Західно-Лемківської Республіки була спрямована на сепарацію від українців, польський уряд не чинив перепон у самоврядуванні. Коли ж розгорнувся рух за приєднання до Чехословаччини, ставлення польської влади різко змінилося.
У 1920 році[уточнити] польські війська зайняли територію Лемко-Русинської Республіки та ліквідували республіку, територія якої увійшла до складу II Речі Посполитої. Її лідери були заарештовані та постали перед польським судом.
Президента Центральної Національної Ради Ярослава Качмарчика поляки ув'язнили 8 січня 1921 року. Діячів Лемківської республіки польська влада звинуватила у державній зраді, але процес закінчився їх виправданням, оскільки захист довів, що вони ніколи не були громадянами Польщі. Одним з їх захисників був Кирило Черлюнчакевич.

## Президент Центральної Національної Ради
- Ярослав Качмарчик (1918—1920)